# Chaetopappinae
Chaetopappinae G.L. Nesom, 2000  è una sottotribù di piante angiosperme dicotiledoni della famiglia delle Asteraceae (sottofamiglia Asteroideae e tribù Astereae/clade North American lineage).

## Etimologia
Il nome della sottotribù deriva dal suo genere più importante Chaetopappa DC. il cui significato deriva dalle parole greche "chaete" o "chaite" (= setola, criniera o fogliame) e "pappos" (= pappo, lanugine o peluria) e fa riferimento ai capelli fluenti del pappo di setole dei frutti delle specie del genere in riferimento.
ll nome scientifico della sottotribù è stato definito per la prima volta dal botanico contemporaneo Guy L. Nesom (1945 -) nella pubblicazione "Sida; Contributions to Botany. Dallas; Fort Worth, TX - 19 (2):. 264 2000" del 2000.

## Descrizione

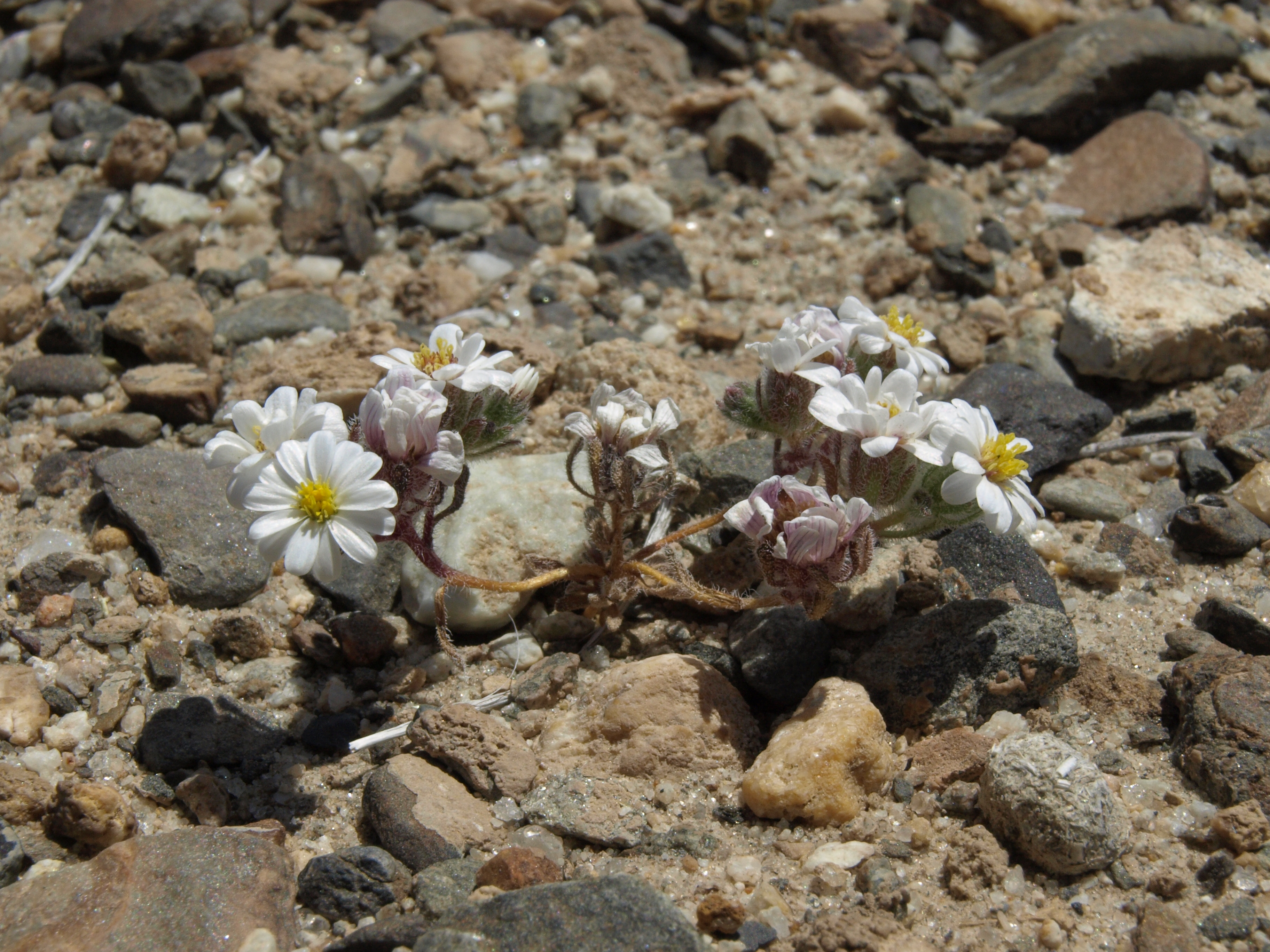
Il portamento
Monoptilon bellidiforme

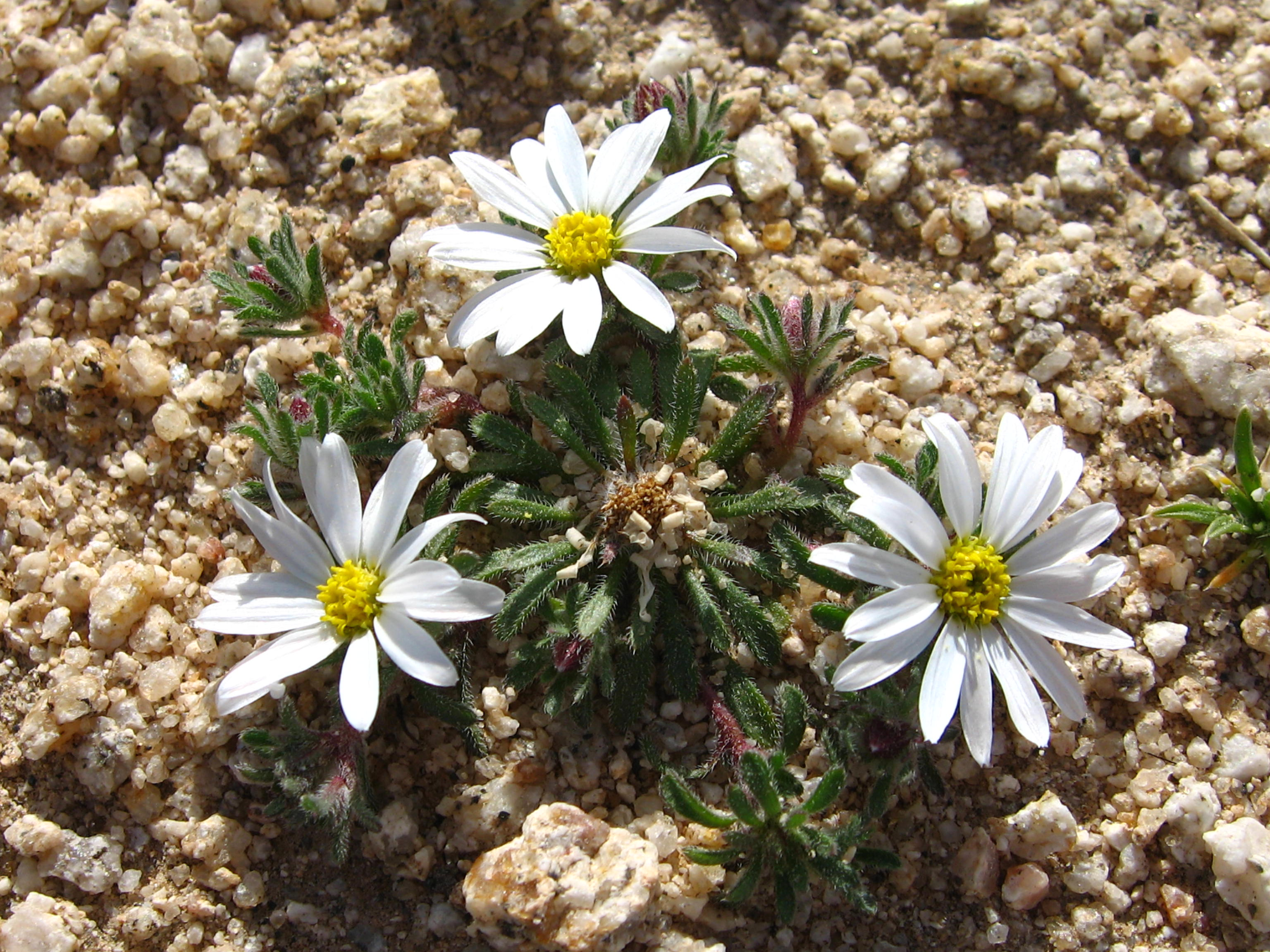
Le foglie
Monoptilon bellidiforme

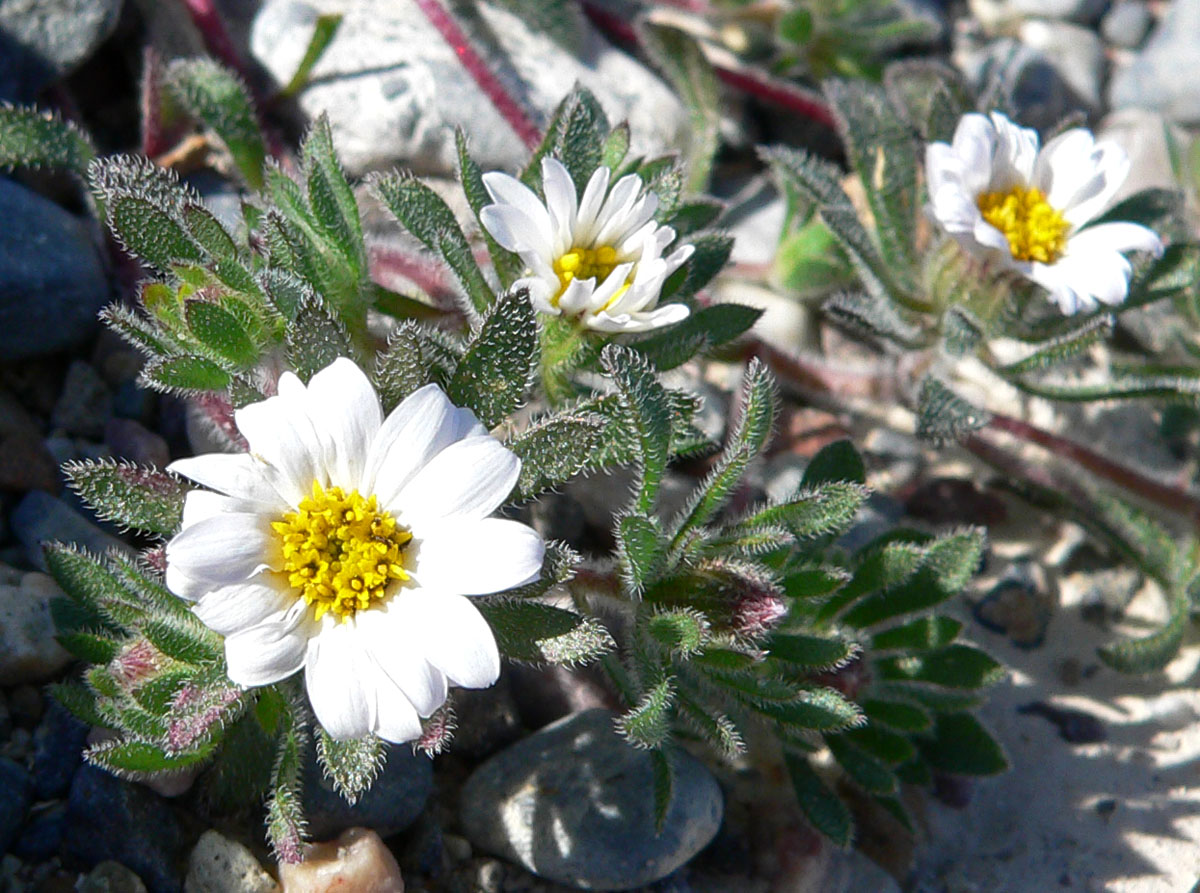
Infiorescenza
Monoptilon_bellioides

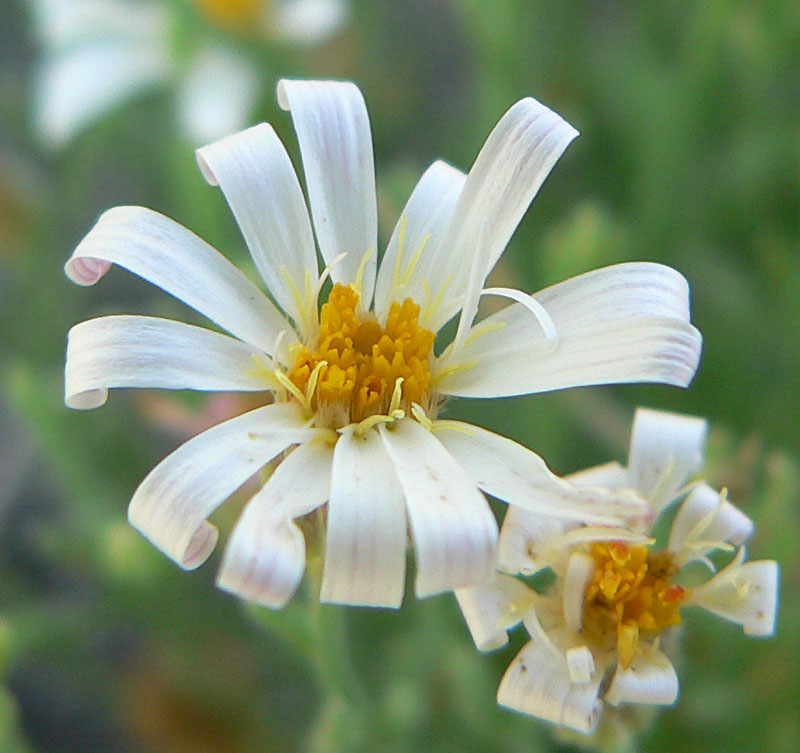
I fiori
Chaetopappa_ericoides

Portamento. Le specie di questo gruppo sono erbacee non molto alte (1 – 30 cm) con radici rizomatose, steli eretti (o prostrati in Monoptilon) e ramificati. Alcune specie sono ispido-irsute ( Monoptilon), mentre altre possono essere ghiandolose. I cicli biologici sono annuali o brevemente perenni.
Fusto. La parte aerea in genere è eretta, semplice o ramosa. 
Foglie. Le foglie si dividono in basali e caulinari. La disposizione delle foglie lungo il caule è alterna, e sono sessili o picciolate. Le lamine sono mono-nervate a forma da lineare o oblunga a oblanceolata-obovata o spatolata. I bordi sono interi. La superficie è glabra o ispida o ghiandolosa.
Infiorescenza. Le sinflorescenze sono scapose (capolini solitari). Le infiorescenze vere e proprie sono composte da un capolino terminale peduncolato di tipo radiato con fiori eterogami. I capolini sono formati da un involucro, con forme da cilindriche a campanulate o emisferiche, composto da 10 - 50 brattee, al cui interno un ricettacolo fa da base ai fiori di due tipi: fiori del raggio e fiori del disco. Le brattee, con forme da ellittico-lanceolate a lineari, con lamine da piatte a convesse, disuguali, con margini biancastro-scariosi e a consistenza erbacea, sono disposte in modo più o meno embricato e scalato su 2 - 6 serie. Il ricettacolo, liscio, in genere è nudo ossia senza pagliette a protezione della base dei fiori; la forma è piatta o lievemente convessa. Dimensioni degli involucri: 4 – 6 mm x 2  – 10 mm.
Fiori.  I fiori sono tetra-ciclici (formati cioè da 4 verticilli: calice – corolla – androceo – gineceo) e pentameri (calice e corolla formati da 5 elementi). Si distinguono in:
- fiori del raggio (esterni): da 6 a 24 per capolino, sono femminili e sono disposti su una sola serie; la forma è ligulata (zigomorfa);
- fiori del disco (centrali): sono più numerosi (da 5 a 40) con forme brevemente tubulose (attinomorfe); sono ermafroditi o (raramente) funzionalmente maschili.

- Formula fiorale:

*/x K {\displaystyle \infty }, [C (5), A (5)], G 2 (infero), achenio
- Calice: i sepali del calice sono ridotti ad una coroncina di squame.

- Corolla: 
  - fiori del raggio: la forma della corolla alla base è più o meno tubulosa-imbutiforme, mentre all'apice è ligulata; la ligula è ampia e contorta e può terminare con alcuni denti; il colore è bianco o blu;
  - fiori del disco: la forma è tubulare bruscamente divaricata in 5 lobi; i lobi, patenti o eretti, hanno una forma deltata o più o meno lanceolata; il colore è giallo.

- Androceo: l'androceo è formato da 5 stami sorretti da filamenti generalmente liberi; gli stami sono connati e formano un manicotto circondante lo stilo; le teche (produttrici del polline) alla base sono troncate e sono lievemente auricolate (molto raramente sono speronate o hanno una coda); le appendici apicali delle antere hanno delle forme piatte e lanceolate; il tessuto endoteciale (rivestimento interno dell'antera) è quasi sempre polarizzato (con due superfici distinte: una verso l'esterno e una verso l'interno). Il polline è sferico con un diametro medio di circa 25 micron;  è tricolporato (con tre aperture sia di tipo a fessura che tipo isodiametrica o poro) ed è echinato (con punte sporgenti).[9][13]

- Gineceo: l'ovario è infero uniloculare formato da 2 carpelli.[5] Lo stilo (il recettore del polline) è profondamente bifido (con due stigmi divergenti) e con le linee stigmatiche marginali separate.[14] I due bracci dello stilo hanno una forma ottusa, troncata o triangolare e possono essere papillosi o ricoperti da ciuffi di peli.

Frutti. I frutti sono degli acheni con pappo; in alcune specie è presente un certo dimorfismo (gli acheni dei fiori del raggio differiscono dagli acheni dei fiori del disco);
- achenio: gli acheni, con forme cilindriche, sono lateralmente compressi con 2 - 10 nervature laterali; la superficie può essere ghiandolosa oppure no; la parete dell'achenio è formata da celle contenenti rafidi ma prive di fitomelanina; il carpoforo normalmente è anulare; le setole con punte a forma di ancora non sono presenti;
- pappo: il pappo è formato da 1 - 2 serie di circa 30 setole barbate; le setole sono persistenti; esternamente alle serie di setole può essere presente una coroncina di scaglie.[9]

## Biologia
Impollinazione: l'impollinazione avviene tramite insetti (impollinazione entomogama tramite farfalle diurne e notturne).

Riproduzione: la fecondazione avviene fondamentalmente tramite l'impollinazione dei fiori (vedi sopra).

Dispersione: i semi (gli acheni) cadendo a terra sono successivamente dispersi soprattutto da insetti tipo formiche (disseminazione mirmecoria). In questo tipo di piante avviene anche un altro tipo di dispersione: zoocoria. Infatti gli uncini delle brattee dell'involucro (se presenti) si agganciano ai peli degli animali di passaggio disperdendo così anche su lunghe distanze i semi della pianta. Inoltre per merito del pappo il vento può trasportare i semi anche a distanza di alcuni chilometri (disseminazione anemocora).

## Distribuzione e habitat
Le specie di questa sottotribù sono distribuite in America del Nord e Messico.

## Sistematica
La famiglia di appartenenza di questa voce (Asteraceae o Compositae, nomen conservandum) probabilmente originaria del Sud America, è la più numerosa del mondo vegetale, comprende oltre 23.000 specie distribuite su 1.535 generi, oppure 22.750 specie e 1.530 generi secondo altre fonti (una delle checklist più aggiornata elenca fino a 1.679 generi). La famiglia attualmente (2021) è divisa in 16 sottofamiglie; la sottofamiglia Asteroideae è una di queste e rappresenta l'evoluzione più recente di tutta la famiglia.

### Filogenesi
Il gruppo di questa voce è descritto nella tribù Astereae, una delle 21 tribù della sottofamiglia Asteroideae). Da un punto di vista filogenetico, la tribù Astereae fa parte del supergruppo (o sottofamiglia) "Asteroideae grade"; l'altro è il supergruppo "Non-Asteroideae" contenente il resto delle sottofamiglie delle Asteraceae. All'interno del supergruppo è vicina alle tribù Senecioneae, Calenduleae, Gnaphalieae e Anthemideae.
I caratteri più notevoli della tribù Astereae sono: la base delle antere sono prive di code e non sono calcarate (speronate); le linee stigmatiche dei bracci dello stilo sono totalmente separate; i due bracci dello stilo hanno una forma breve o allungata da lanceolata a deltoide e possono essere papillosi o ricoperti da ciuffi di peli (all'esterno, mentre all'interno sono glabri). La distribuzione della maggior parte delle specie di questo gruppo è nelle regioni temperate nord e sud.
In base alle ultime ricerche nella tribù sono stati individuati (provvisoriamente) 5 principali lignaggi:
- Basal grade: include alcuni generi isolati, il gruppo "South American-Oceania",  alcune sottotribù africane e il gruppo dei generi legnosi del Madagascar.
- Bellis lineage: comprende le sottotribù eurasiatiche e una sottotribù africana.
- Aster lineage: include i generi asiatici di Asterinae e i principali gruppi dell'Australia e dell'Oceania.
- Baccharis lineage: include alcuni gruppi sudamericani.
- North American lineage: include la vasta gamma di sottotribù del Nordamerica, Messico e alcuni gruppi distribuiti nel Sudamerica.

La sottotribù di questa voce è inclusa nel lignaggio "North American lineage". I due generi che compongono la sottotribù da poco tempo sono stati raggruppati nelle Chaetopappinae. In particolare sono state chiarite alcune differenze con il genere Pentachaeta (che rimane quindi separato dalla sottotribù e insieme ad altri generi forma la sottotribù Pentachaetinae) e la specie Chaetopappa elegans che è stata trasferita al genere Ionactis ("incertae sedis" anche se collegato sicuramente alla tribù Astereae). Mentre il genere Monoptilon filogeneticamente si è dimostrato “gruppo fratello” di Chaetopappa; il genere Chaetopappa per il momento non sembra essere monofiletico. In definitiva la sottotribù risulta un clade monofiletico e probabilmente è uno dei primi gruppi che si sono diversificati nel clade nord americano (vedi il cladogramma a lato tratto dallo studio citato e semplificato). Attualmente la sottotribù Chaetopappinae è alla base (da un punto di vista filogenetico) di un gruppo formato dalle sottotribù Conyzinae, Chrysopsidinae, Geissolepinae e Astranthiinae.
Il cladogramma seguente, tratto dallo studio citato e semplificato, mostra una possibile configurazione filogenetica della sottotribù.
|  | Chaetopappa effusa                                                                   |
|  |                                                                                      |
|  | \| \| Monoptilon bellioides \| \| \| \| \| \| Chaetopappa (altre specie) \| \| \| \| |
|  |                                                                                      |
|  | Monoptilon bellioides                                                                |
|  |                                                                                      |
|  | Chaetopappa (altre specie)                                                           |
|  |                                                                                      |

|  | Monoptilon bellioides      |
|  |                            |
|  | Chaetopappa (altre specie) |
|  |                            |

I caratteri distintivi delle specie di questa sottotribù sono:
- le foglie sono disposte in modo alternato;
- gli acheni hanno delle forme da affusolate a compresse;
- il numero cromosomico di base è n = 8;
- le specie di questo gruppo sono endemiche del Nord America e Messico.

Il numero cromosomico delle specie della sottotribù è: 2n = 16.

### Composizione della sottotribù
La sottotribù Chaetopappinae comprende 2 generi e 13 specie.
| Genere                          | N. specie | Distribuzione                      | Caratteri più significativi | Numeri cromosomici | Fiori |
| ------------------------------- | --------- | ---------------------------------- | --- | ------------------ | ----- |
| Chaetopappa DC., 1836           | 11        | America del Nord e Messico         | I fusti sono da eretti a ascendenti. - I capolini sono provvisti distintamente di peduncoli. - Gli acheni, provvisti di 2-5-8 o 10 nervi, hanno forme da piatte a affusolate; | 2n = 16            |       |
| Monoptilon Torr. & A.Gray, 1845 | 2         | Stati Uniti d'America e in Messico | I fusti sono da prostrati a decombenti. - I capolini sono racchiusi e sottesi da brattee fogliacee. - Gli acheni hanno due nervi longitudinali e sono decisamente piatti.     | 2n = 16            |       |

### Chiave analitica
Per meglio comprendere ed individuare i vari generi della sottotribù, l'elenco seguente utilizza in parte il sistema delle chiavi analitiche (vengono cioè indicate solamente quelle caratteristiche utili a distingue un genere dall'altro):
- 1 A: i fusti sono da eretti a ascendenti; i capolini sono provvisti distintamente di peduncoli; gli acheni, provvisti di 2-5-8 o 10 nervi, hanno forme da piatte a affusolate;
  - Chaetopappa.
- 1 B: i fusti sono da prostrati a decombenti; i capolini sono racchiusi e sottesi da brattee fogliacee; gli acheni hanno due nervi longitudinali e sono decisamente piatti; 
  - Monoptilon.